# Raggio della morte

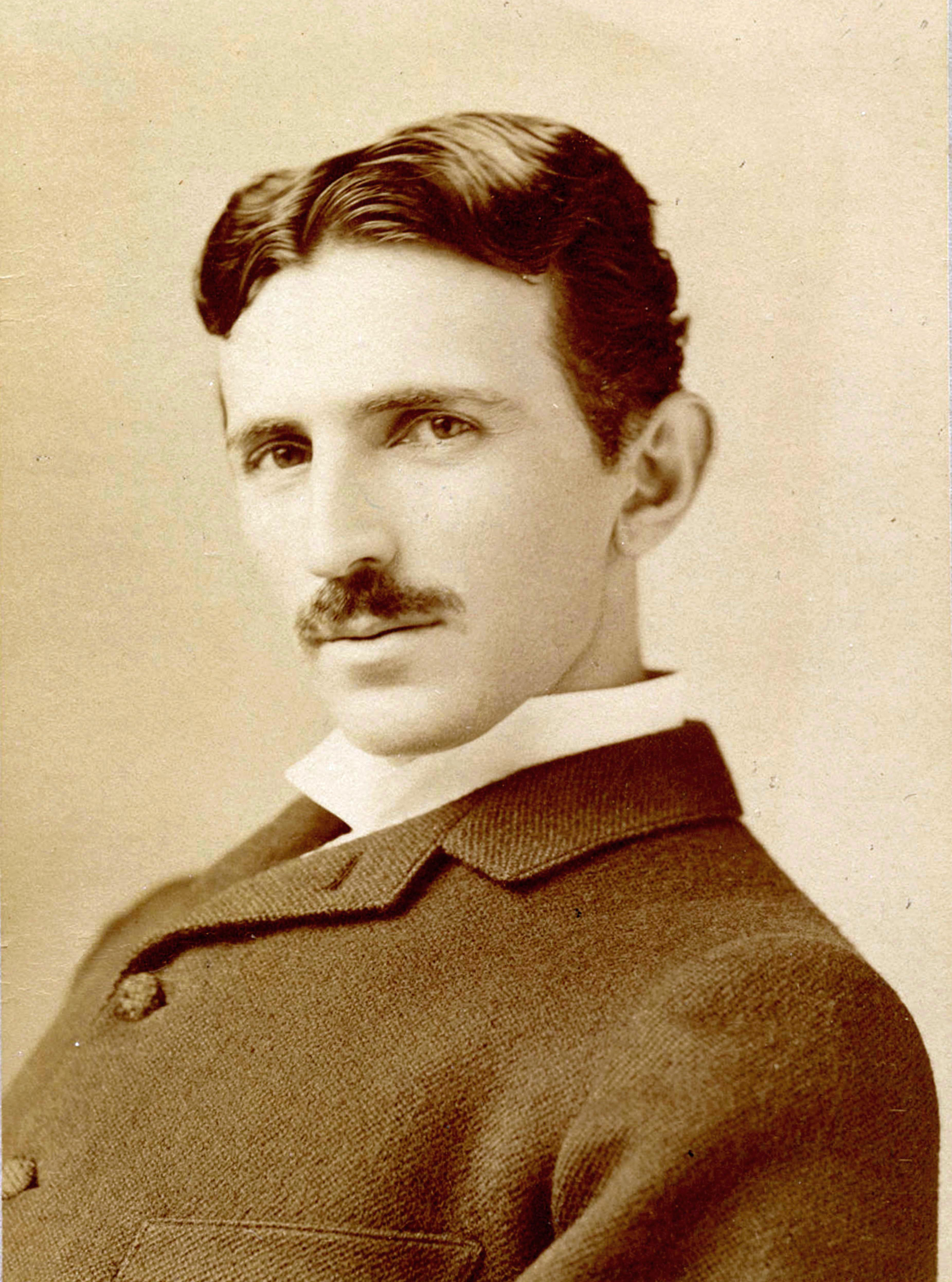
Nikola Tesla, uno degli ipotetici inventori del "raggio della morte"

Il raggio della morte è un'ipotetica arma segreta di cui si è vociferato nella prima metà del Novecento, in particolare tra gli anni venti e trenta.
Non vi sono prove circa l'esistenza di tale arma, solo lettere e dichiarazioni di personale militare o civile. Mancando prove e dimostrazioni storico-scientifiche, queste speculazioni vengono fatte rientrare, in genere, nell'ambito della propaganda bellica e delle leggende urbane che tuttora circondano le "armi segrete" sviluppate dalle potenze dell'Asse, come le V-7 (i cosiddetti UFO nazisti), e di scoperte leggendarie, come il "monopolo magnetico".
Alla base del funzionamento dell'ipotetica arma vi sarebbe un intenso trasferimento di più flussi di energia, di natura presumibilmente magnetica. Secondo le intenzioni, si sarebbe dovuto trattare di una potente arma di distruzione, in grado di colpire a grande distanza le truppe nemiche, far esplodere i carri armati e gli aerei nemici in volo.
Le ricerche documentate su progetti di armi di questo tipo si fermarono alla dimostrazione matematica che, già dopo pochi metri, la maggior parte dell'energia verrebbe dispersa, con inevitabile compromissione dell'efficacia a lunghe distanze. Tali studi favorirono comunque l'invenzione del radar. Anche in seguito sono stati condotti studi su armi a energia.

## Storia
L'esistenza del "raggio della morte" è una delle più controverse questioni militari e scientifiche della prima metà del Novecento.
Negli anni venti l'Europa fu inondata di voci riguardo al raggio della morte e vi furono numerosi sedicenti inventori che ne rivendicarono la paternità. Tra coloro che dichiararono di avere sviluppato - in maniera indipendente - l'ipotetica arma figurarono Nikola Tesla, Edwin R. Scott (un inventore di San Francisco) e Harry Grindell Matthews, che asserì di averlo inventato negli anni venti ma ve ne furono anche altri. Altri scienziati invece - come l'italiano Guglielmo Marconi - si videro attribuire l'invenzione, senza che l'avessero mai nemmeno menzionata nei loro studi.
Nel 1957 negli Stati Uniti il National Inventors Council stava ancora compilando una lista di invenzioni militari richieste che comprendevano un raggio della morte.

### Il Teleforce di Tesla
La più autorevole voce ad accreditare la possibilità di creare un'arma di questo tipo si deve a Nikola Tesla, che alla metà degli anni trenta fece alcune affermazioni di rilievo circa un'arma chiamata "teleforce" (lett. "forza a distanza") che propose inizialmente al Dipartimento della Difesa della sua nazione di adozione, gli Stati Uniti. La stampa la soprannominò "raggio della pace" o "raggio della morte".
In totale, i componenti e il funzionamento comprendevano:
1. Un generatore capace di erogare un'enorme differenza di potenziale. Questo, secondo Tesla, fu anche portato a termine.
2. Un dispositivo per amplificare la forza sviluppata dal primo meccanismo.
3. Un nuovo tubo a vuoto, in grado di generare un concentrato fascio di particelle, effettivo proiettore, arma dell'invenzione.

Tesla lavorò al progetto di un'arma ad energia diretta tra i primi anni del Novecento fino alla sua morte. Nel 1937 egli compose un trattato intitolato The Art of Projecting Concentrated Non-dispersive Energy through the Natural Media riguardante fasci di particelle cariche, che fu pubblicato in seguito per cercare di illustrare una descrizione tecnica di una "super arma che avrebbe messo fine a tutte le guerre nel mondo". Questo documento, che si trova attualmente nell'archivio del Nikola Tesla Museum di Belgrado, descriveva un tubo a vuoto con un'estremità libera e un getto estremamente collimato di gas che permetteva alle particelle di uscire; il marchingegno includeva poi la carica di particelle a milioni di volt e un metodo per creare e controllare dei fasci non dispersivi di particelle attraverso la repulsione elettrostatica.
Dalle memorie dello scienziato si evince che quest'arma era basata su uno stretto raggio di pacchetti atomici di mercurio o tungsteno, accelerati da un'alta differenza di potenziale (in modo analogo al suo "trasmettitore d'amplificazione"). Tesla diede la seguente spiegazione circa le operazioni del "cannone a particelle" (particle gun):
("'Death Ray' for Planes". New York Times, 22 settembre 1940)
Dopo aver cercato di attirare l'interesse del Dipartimento della Difesa degli Stati Uniti verso la sua invenzione, lo scienziato propose l'apparecchiatura alle nazioni europee; ma nessuno dei governi interpellati si mostrò interessato a firmare un contratto di costruzione dell'arma (per la quale Tesla aveva richiesto agli USA due milioni di dollari). Tesla aveva fallito e l'arma non poté essere realizzata. Tra i sostenitori dell'esistenza di tale arma è opinione diffusa che dopo la morte dello scienziato la documentazione relativa possa esser stata sequestrata ed etichettata come "Top secret" dall'FBI, anche se nel dossier relativo a Tesla viene più volte ribadito il contrario.

### Marconi
Tra i vari ipotetici autori del raggio della morte figura anche lo scienziato italiano più in vista dell'epoca, Guglielmo Marconi, che si vocifera avesse progettato una misteriosa arma negli anni trenta grazie a un finanziamento ad opera di Benito Mussolini. La diffusione della voce ebbe inizio nel maggio del 1935 e fu solo blandamente smentita dallo scienziato italiano in una intervista al New York Herald.
L'unica testimonianza al riguardo si trova in un libro di memorie del 1973 scritto da Rachele Mussolini, consorte del Duce, che afferma di avere assistito nel giugno 1937 a una dimostrazione in cui venivano improvvisamente bloccati i motori delle automobili da una forza misteriosa. Secondo una delle varie voci (mai dimostrate) Marconi avrebbe realizzato un prototipo del dispositivo ma subito dopo distrutto i progetti, preoccupato per le conseguenze di un suo potenziale sfruttamento bellico, dopo avere avuto un colloquio personale con papa Pio XI; l'anno successivo lo scienziato sarebbe morto.
Le notizie su una tale arma non furono mai ufficialmente confermate né smentite dal governo italiano o dalla stampa, ma si ritiene che contemporaneamente tali voci fossero segretamente diffuse dall'OVRA a scopo di propaganda, quale esempio di arma segreta che il regime fascista avrebbe potuto mettere in campo per assicurarsi la vittoria in guerra. Il raggio della morte di Marconi è tuttora considerato una leggenda metropolitana, che periodicamente viene rispolverata nei giornali, sempre senza alcuna prova.
Questo dispositivo avrebbe basato il suo funzionamento sull'utilizzo di un impulso elettromagnetico il quale avrebbe permesso di bloccare i mezzi muniti d'impianto elettrico.

## Realizzabilità
Un "raggio in grado di trasmettere energia a distanza" è scientificamente e tecnicamente realizzabile: si parla di "trasmissione di energia tramite microonde".
Nel 2013 l'inventore Hatem Zeine ha dimostrato che la trasmissione di energia senza fili usando un array di antenne può trasmettere energia fino a 10 metri di distanza usando la stessa frequenza del Wi-Fi.
Nel 2015 ricercatori dell'Università di Washington hanno inventato il power over Wi-Fi, che permette di mantenere cariche batterie, o di alimentare dispositivi senza batterie, usando le trasmissioni di router Wi-Fi, fino a una distanza di una decina di metri.
La NASA sta studiando la fattibilità di trasmettere energia da satelliti orbitanti alla superficie terrestre utilizzando fasci di microonde, cosa che sarebbe possibile utilizzando antenne larghe decine di metri.

## Influenza culturale
Il concetto di raggio della morte, benché mai passato alla pratica, alimentò tuttavia l'immaginario dell'età d'oro della fantascienza (anni trenta-quaranta) e condusse in questo tipo di storie alla concezione della pistola a raggi usata da eroi immaginari come Flash Gordon (1934).
Il personaggio della Marvel Comics Barone Zemo (1964), diabolico scienziato pazzo al servizio dei nazisti, utilizza un'arma chiamata appunto raggio della morte. È la sua stessa arma a provocarne la tragica fine: mentre combatte la sua nemesi Capitan America, il suo raggio viene deviato dall'indistruttibile scudo dell'eroe, provocando una frana che lo seppellisce.
Nel film Cristo si è fermato a Eboli, tratto dal romanzo omonimo di Carlo Levi, diretto da Francesco Rosi (1979), ambientato durante il fascismo, il protagonista (interpretato da Gian Maria Volonté) leggendo ad alta voce un giornale dal barbiere del paese (in cui era confinato come antifascista) cita il raggio della morte inventato da Marconi, arma portentosa per la guerra italiana in Abissinia combattuta in quel momento.
Nel film Guerre stellari è presente un distruttivo superlaser con cui le stazioni da battaglia Morte Nera sono in grado di distruggere un intero pianeta.
Nel film La guerra dei mondi (2005) ispirato al romanzo omonimo di H. G. Wells, i tripodi alieni utilizzano il raggio della morte per incenerire le persone e seminare morte e distruzione.
Nei videogiochi Fallout 3 e Fallout: New Vegas, della serie Fallout, è presente un'arma simile a un grosso bazooka, chiamato Cannone Tesla (Tesla Beaton) che emette un grosso raggio di energia, un chiaro riferimento al raggio della morte di Tesla.